# Circuito Brasileiro de Voleibol de Praia Masculino de 2014–15
O Circuito Brasileiro de Voleibol de Praia Masculino de 2014-15, também chamado de Circuito Banco do Brasil de Vôlei de Praia, foi a vigésima quarta edição da principal competição nacional de Vôlei de Praia na variante masculina, iniciado em 28 de agosto de 2014.

## Resultados

### Circuito Open
| Evento                                                               | Ouro                                   | Prata                                  | Bronze                               | Quarto lugar                       |
| 1ª Etapa Vitória, Espírito Santo 28 a 31 de agosto de 2014.          | / Ricardo Alex Santos Emanuel Rego     | /Bruno de Paula Hevaldo Moreira        | / Evandro Gonçalves Vitor Felipe     | / Pedro Solberg Álvaro Filho       |
| 2ª Etapa Niterói, Rio de Janeiro 18 a 21 de setembro de 2014.        | / Bruno Oscar Schmidt Alison Cerutti   | / Ricardo Alex Santos Emanuel Rego     | /Allison Francioni Guto Carvalhaes   | / Pedro Solberg Álvaro Filho       |
| 3ª Etapa Campinas, São Paulo 16 a 19 de outubro de 2014.             | / Pedro Solberg Álvaro Filho           | /Bruno de Paula Hevaldo Moreira        | / Bruno Oscar Schmidt Alison Cerutti | / Ricardo Alex Santos Emanuel Rego |
| 4ª Etapa São José, Santa Catarina 13 a 16 de novembro de 2014.       | / Thiago Santos Oscar Brandão          | / Bruno Oscar Schmidt Luciano Ferreira | Álvaro Filho Vitor Felipe            | Pedro Solberg Evandro Gonçalves    |
| 5ª Etapa Porto Alegre, Rio Grande do Sul 4 a 7 de dezembro de 2014.  | / Bruno Oscar Schmidt Luciano Ferreira | /Jô Gomes Léo Vieira                   | Álvaro Filho Vitor Felipe            | / Harley Marques Benjamin Insfran  |
| 6ª Etapa Fortaleza, Ceará 22 a 25 de janeiro de 2015.                | Pedro Solberg Evandro Gonçalves        | /Allison Francioni Guto Carvalhaes     | / Ricardo Alex Santos Emanuel Rego   | /Bruno de Paula Hevaldo Moreira    |
| 7ª Etapa João Pessoa, Paraíba 22 a 25 de janeiro de 2015.            | Álvaro Filho Vitor Felipe              | /Bruno de Paula Hevaldo Moreira        | Pedro Solberg Evandro Gonçalves      | / Ricardo Alex Santos Emanuel Rego |
| 8ª Etapa Jaboatão dos Guararapes, Pernambuco 5 a 8 de março de 2015. | Pedro Solberg Evandro Gonçalves        | / Ricardo Alex Santos Emanuel Rego     | / Harley Marques Benjamin Insfran    | /Allison Francioni Guto Carvalhaes |
| 9ª Etapa Salvador, Bahia 26 a 29 de março de 2015.                   | / Ricardo Alex Santos Emanuel Rego     | /Allison Francioni Guto Carvalhaes     | /Saymon Barbosa Santos Márcio Araújo | / Thiago Santos Oscar Brandão      |

## Ranking final

### Premiações individuais
Os destaques da temporada foram ː
| MVP                   | Bruno Oscar Schmidt | Distrito Federal (Brasil) |
| Melhor Ataque         | Evandro Gonçalves   | Rio de Janeiro            |
| Craque da Galera      | Léo Vieira          | Distrito Federal (Brasil) |
| Melhor Bloqueio       | Ricardo Alex Santos | Bahia                     |
| Melhor Saque          | Evandro Gonçalves   | Rio de Janeiro            |
| Melhor Recepção/Passe | Bruno Oscar Schmidt | Distrito Federal (Brasil) |
| Melhor Defesa         | Bruno Oscar Schmidt | Distrito Federal (Brasil) |
| Melhor Levantador     | Bruno Oscar Schmidt | Distrito Federal (Brasil) |
| Revelação             | Allison Francioni   | Santa Catarina            |